# Artington
Artington – wieś w Anglii, w hrabstwie Surrey, w dystrykcie Guildford. Leży 45 km na południowy zachód od centrum Londynu.